# Chorizopora atrox
Chorizopora atrox is een mosdiertjessoort uit de familie van de Chorizoporidae. De wetenschappelijke naam van de soort is voor het eerst geldig gepubliceerd in 1986 door d'Hondt.